# Sin-Eribam
Sin-Eribam ali Sin-Iribam bil deseti amoritski kralj mezopotamske mestne države Larse, ki je vladal samo dve leti od 1778 do 1776 pr. n. št. (kratka kronologija). 
Bil je Nur-Adadov sin in po nekaterih podatkih nekaj časa njegov sovladar.